# Initiative parlementaire (Suisse)
Pour les articles homonymes, voir initiative parlementaire.
En Suisse, l'initiative parlementaire est une intervention adressée par un élu à l’une des chambres de l'Assemblée fédérale afin de déposer un projet d’acte législatif, ou les grandes lignes d’un tel acte.
Ce type d'initiative avait été créé lors de la République helvétique, puis abandonné à la Restauration avant de réapparaître au niveau cantonal dès 1830, puis au niveau fédéral dans la Constitution fédérale de 1848.
Il ne peut être déposé d’initiative parlementaire sur une affaire en cours d’examen.
Les initiatives parlementaires fédérales font l’objet d’une procédure d’examen préalable visant notamment à établir s’il y a lieu d’y donner suite. La décision de la commission du conseil de donner suite à l'initiative requiert également l’approbation de la commission compétente de l’autre conseil ou, en cas de refus de cette dernière, des deux conseils.